# 古城街道 (太原市)
古城街道，是中华人民共和国山西省太原市尖草坪区下辖的一个乡镇级行政单位。

## 行政区划
古城街道下辖以下地区：
大同路南社区、古城社区、森园南街社区、赵庄社区、滨河路南社区、大同路北社区、翠馨苑社区、新村和赵庄村。